# Christina Ackermann
Christina Ackermann z d. Geiger (ur. 6 lutego 1990 w Oberstdorfie) – niemiecka narciarka alpejska, specjalistka slalomu.

## Kariera
Na arenie międzynarodowej po raz pierwszy pojawiła się 28 listopada 2005 roku w Kaunertal, gdzie w zawodach University Race w slalomie zajęła dziesiąte miejsce. W 2008 roku wystartowała na mistrzostwach świata juniorów w Formigal, gdzie zajęła 7. miejsce w slalomie i 25. miejsce w gigancie. Na rozgrywanych rok później mistrzostwach świata juniorów w Garmisch-Partenkirchen nie ukończyła rywalizacji w slalomie. W tej samej konkurencji wywalczyła złoty medal podczas mistrzostw świata juniorów w Regionie Mont Blanc w 2010 roku.
W zawodach Pucharu Świata zadebiutowała 29 grudnia 2008 roku w Semmering, gdzie nie ukończyła pierwszego przejazdu w slalomie. Pierwsze pucharowe punkty wywalczyła 4 stycznia 2009 roku w Zagrzebiu, zajmując w tej samej konkurencji piętnaste miejsce. Na podium zawodów tego cyklu pierwszy raz stanęła 29 grudnia 2010 roku w Semmering, zajmując trzecie miejsce w slalomie. W zawodach tych wyprzedziły ją jedynie Austriaczka Marlies Schild i kolejna Niemka, Maria Riesch. W kolejnych startach jeszcze jeden raz stanęła na podium: 19 lutego 2019 roku w Sztokholmie była druga w slalomie równoległym. W sezonie 2018/2019 zajęła 30. miejsce w klasyfikacji generalnej, a w klasyfikacji slalomu była ósma.
Wystartowała na igrzyskach olimpijskich w Vancouver w 2010 roku, zajmując czternaste miejsce w slalomie. Na rozgrywanych cztery lata później igrzyskach w Soczi została zdyskwalifikowana w pierwszym przejeździe. Brała też udział w igrzyskach olimpijskich w Pjongcznagu w 2018 roku, jednak nie ukończyła drugiego przejazdu slalomu. Była też między innymi czwarta w zawodach drużynowych podczas mistrzostw świata w Åre w 2019 roku i dziewiąta w tej konkurencji na mistrzostwach świata w Sankt Moritz dwa lata wcześniej.

## Osiągnięcia

### Igrzyska olimpijskie
| Miejsce | Dzień     | Rok  | Miejscowość     | Konkurencja | Czas biegu | Strata | Zwyciężczyni     |
| ------- | --------- | ---- | --------------- | ----------- | ---------- | ------ | ---------------- |
| 14.     | 26 lutego | 2010 | Whistler        | Slalom      | 1:42,89    | +2,73  | Maria Riesch     |
| DSQ1    | 21 lutego | 2014 | Krasnaja Polana | Slalom      | 1:44,54    | –      | Mikaela Shiffrin |
| DNF2    | 16 lutego | 2018 | Jeongseon       | Slalom      | 1:38,63    | –      | Frida Hansdotter |

### Mistrzostwa świata
| Miejsce | Dzień     | Rok  | Miejscowość  | Konkurencja | Czas biegu | Strata | Zwyciężczyni     |
| ------- | --------- | ---- | ------------ | ----------- | ---------- | ------ | ---------------- |
| DSQ1    | 11 lutego | 2011 | Ga-Pa        | Slalom      | 1:45,79    | –      | Marlies Schild   |
| DNF1    | 16 lutego | 2013 | Schladming   | Slalom      | 1:39,85    | –      | Mikaela Shiffrin |
| 9.      | 14 lutego | 2017 | Sankt Moritz | Drużynowo   | –          | –      | Francja          |
| DNF1    | 18 lutego | 2017 | Sankt Moritz | Slalom      | 1:37,27    | –      | Mikaela Shiffrin |
| 4.      | 12 lutego | 2019 | Åre          | Drużynowo   | –          | –      | Szwajcaria       |
| DNF2    | 16 lutego | 2019 | Åre          | Slalom      | 1:57,05    | –      | Mikaela Shiffrin |

### Puchar Świata

#### Miejsca w klasyfikacji generalnej
- sezon 2008/2009: 98.
- sezon 2009/2010: 39.
- sezon 2010/2011: 50.
- sezon 2011/2012: 44.
- sezon 2012/2013: 53.
- sezon 2013/2014: 57.
- sezon 2014/2015: 83.
- sezon 2015/2016: 65.
- sezon 2016/2017: 48.
- sezon 2017/2018: 44.
- sezon 2018/2019: 30.
- sezon 2019/2020: 42.

#### Miejsca na podium w zawodach
1. Semmering – 29 grudnia 2010 (slalom) – 3. miejsce
2. Sztokholm – 19 lutego 2019 (slalom) – 2. miejsce